# أولكسندر زوبكوف
أولكسندر زوبكوف (بالأوكرانية: Зубков Олександр Валерійович)‏ (3 أغسطس 1996 بماكيفكا في أوكرانيا - ) هو لاعب كرة قدم أوكراني في مركزي الوسط ومهاجم ‏. لعب مع نادي شاختار دونيتسك.

## وصلات خارجية
- أولكسندر زوبكوف على موقع الاتحاد الدولي (مؤرشف)  (الإنجليزية)
- أولكسندر زوبكوف على موقع الاتحاد الأوربي (الإنجليزية)
- أولكسندر زوبكوف على موقع اتحاد تركيا (لاعب) (الإنجليزية)
- أولكسندر زوبكوف على موقع اتحاد أوكرانيا (الإنجليزية)
- أولكسندر زوبكوف على موقع قاعدة بيانات كرة القدم.إي يو (الإنجليزية)
- أولكسندر زوبكوف على موقع ناشيونال فوتبول تيمز (الإنجليزية)
- أولكسندر زوبكوف على موقع Soccerway.com (الإنجليزية)
- أولكسندر زوبكوف على موقع عالم كرة القدم.نت (الإنجليزية)
- أولكسندر زوبكوف على موقع AS.com (الإسبانية)